# Халкинска семинария
Семинарията на Халки (на гръцки: Ιερά Θεολογική Σχολή της Χάλκης) е богословско училище в Османската империя и после в Турция.
Намира се на остров Халки (на турски: Хейбелиада), третия от Принцовите острови в Мраморно море. Издигната е в двора на Халкинския манастир.
Училището е основано на 1 октомври 1844 година и съществува до 1971 година, когато е затворено от турските власти. По време на съществуването си семинарията в Халки е основното богословско училище на Вселенската патриаршия, в което са учили много гръцки, български и други православни духовници.
В първата година са записани 4 студенти, като на първо място е дякон Атанас Михайлов Чалъков – българин от Лозенградско, по-късно първи Български екзарх Антим. В 1848 година той взима диплома № 1 на Халкинската богословска школа, на която по-късно е ректор (1865 – 1868). В школата са преподавали и българи като Йоан Димитриев, йеромонах Неофит Рилски и други.
При основаването му училището има 7 класа, от които 4 за средно образование и 3 за висше (богословско) образование. През 1899 г. е прекратено обучението за средно образование и училището започва да функционира като висша академия с 5 класа. След основаването на Турската република през 1923 г. е възстановена структурата от 7 класа. Нейният състав е изменен на 3 средни и 4 висши класа през 1951 г. 